# Maniobra de evasión
«Maniobra de evasión» es el cuarto sencillo del álbum de la banda Los Planetas Unidad de desplazamiento.
Las canciones en directo que acompañan al tema principal se pensaron editar en un principio como CD adicional a una reedición de Unidad de desplazamiento, aunque finalmente se optó por incluirlas en este sencillo en CD.

## Lista de canciones
1. Maniobra de evasión 3:49
2. De viaje (directo) 4:28
3. Desorden (directo) 3:42
4. La guerra de las galaxias (directo) 5:41
5. Toxicosmos (directo) 8:42

## Reediciones
En 2005 se incluyó, en formato CD, en la caja Singles 1993-2004. Todas sus caras A / Todas sus caras B (RCA - BMG). El cofre se reeditó, tanto en CD como en vinilo de 10 pulgadas, por octubre / Sony en 2015.

## Versión deManiobra de evasión
Chef Creador graban Maniobra de evasión (single digital, Clifford Records, 2018) con el mismo productor de la versión original, Carlos Hernández.